# Cycloop (Euripides)
Cycloop (Grieks: Κύκλωψ / Kyklops) is een saterspel van de Griekse tragediedichter Euripides.

## Korte inhoud
Het is een vrij vulgaire dramatisering van Odysseus' ontmoeting met de cycloop Polyphemos (in de 9e zang van de Odyssee).
De cycloop is getekend als een grove, cynische wetsovertreder en onverbeterlijke materialist.
De laffe maar slimme slaven van de cycloop (saters = het koor) trekken na de ongelukkige afloop van het avontuur samen met Odysseus mee om zich bij Dionysos te voegen. De saters worden aangevoerd door hun vader Silenus, een oude, kale man die half mens, half paard zou zijn.

## Nederlandse vertalingen
- 1828 – De Cykloop – Willem Bilderdijk
- 1921 – De Cycloop – Balthazar Verhagen
- 1957 – De Cycloop – L.Th. Lehmann
- 1982 – De cycloop – Stefaan Couvreur
- 2003 – Cykloop – Gerard Koolschijn
- 2005 – De cycloop – Willy Courteaux en Bart Claes